# آرتور هورل
آرتور هورل (انگلیسی: Arthur Hoerl؛ ‏ ۱۷ دسامبر ۱۸۹۱ – ۶ فوریهٔ ۱۹۶۸) فیلم‌نامه‌نویس، کارگردان فیلم اهل ایالات متحده آمریکا بود.
از فیلم‌هایی که وی در آن‌ها نقش داشته است، می‌توان به  مهمان سیزدهم و به فرزندان خود بگویید اشاره نمود.